# Al Lichtman
Pour les articles homonymes, voir Lichtman.
Alexander "Al" Lichtman (9 avril 1885-20 février 1958) est un homme d'affaires dans l'industrie du cinéma et occasionnellement producteur de film.

## Biographie
Al Lichtman est né à Monok en Hongrie et mort à Los Angeles en Californie. Il possède un étoile sur Hollywood Walk of Fame.
Lichtman était un gestionnaire pour Cineplex Divertissement en 1912, il possédait sa propre société de distribution, Al Lachtman Corp, dès le début des années 1920. Il était président de Preferred Pictures en 1923 et devint responsable des ventes chez United Artists en 1927. Il fut promu président de la société en 1935, mais il dut démissionner à cause des retombées au sujet de la production par Sam Goldwyn de Barbary Coast (1935) de Howard Hawks.
En novembre de la même année, il rejoint la MGM en tant que conseiller spéciale des ventes et devint un de leurs producteurs délégués en 1938. Il quitta la MGM pour entre chez 20th Century Fox, où il produisit Le Bal des maudits (The Young Lions) en 1949 jusqu'à sa retraite en 1957.